# إيكاترينا خيلكو
إيكاترينا خيلكو هي لاعبة جمباز ترامبولين أوزبكستانية ولدت في يوم 25 مارس 1982 في طشقند في جمهورية أوزبكستان الاشتراكية السوفيتية، أبرز إنجازاتها هو فوزها بالميدالية البرونزية في دورة الألعاب الأولمبية الصيفية 2008 في بكين.